# 우로코의 집

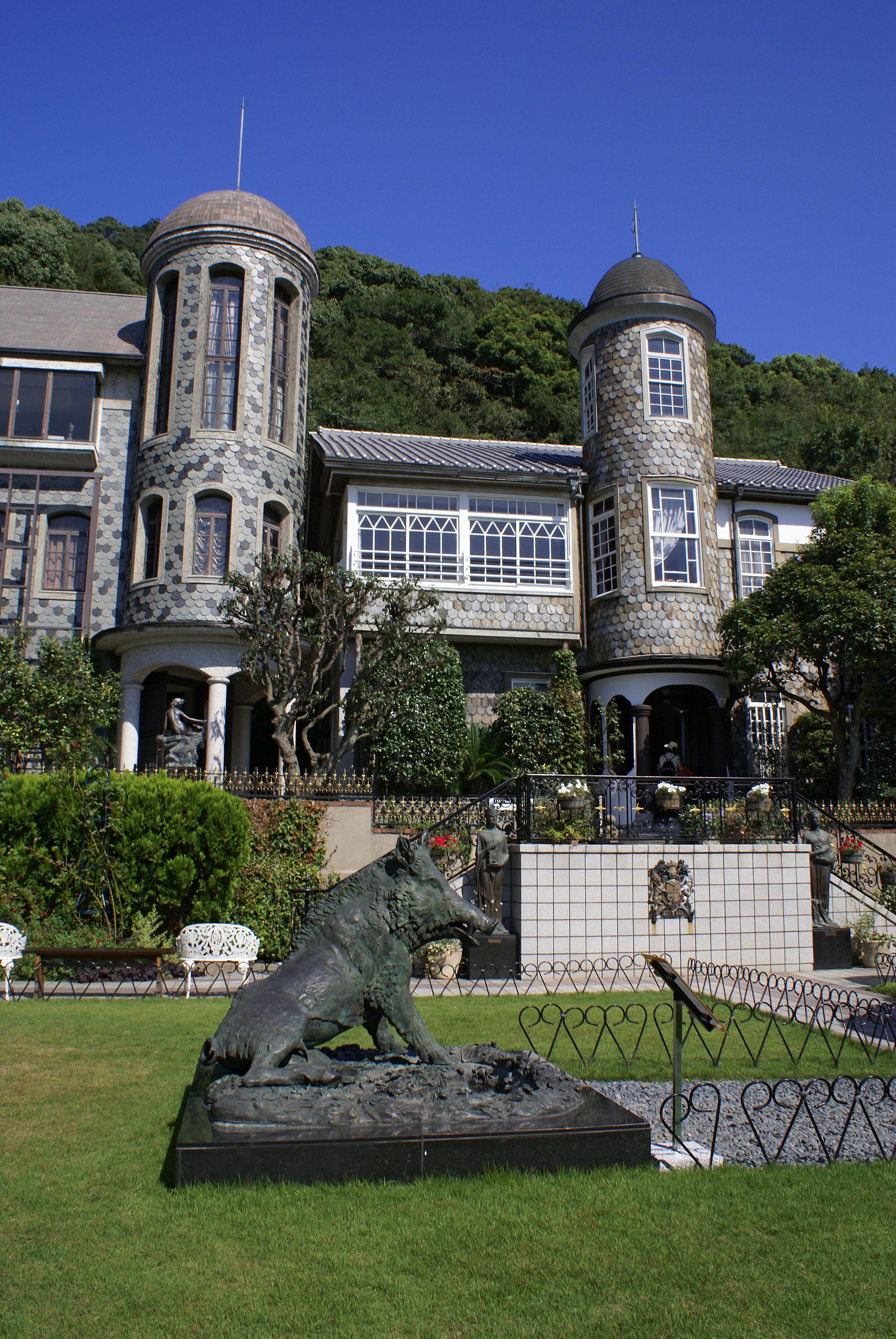
우로코의 집 (왼쪽)·우로코 미술관 (오른쪽)

우로코의 집(일본어: うろこの家)은 일본 효고현 고베시 주오구 기타노정에 있는 역사적인 건물이다. 우로코 미술관(일본어: うろこ美術館)이라는 미술관을 병설한다.